# Ordrupia
Ordrupia is een geslacht van vlinders van de familie Copromorphidae, uit de onderfamilie Millieriinae.

## Soorten
- O. dasyleuca Meyrick, 1926
- O. fabricata Meyrick, 1915
- O. fanniella Busck, 1912
- O. friserella Busck, 1911
- O. macroctenis Meyrick, 1926